# Haliclona parietalioides
Haliclona parietalioides är en svampdjursart som först beskrevs av Patricia R. Bergquist 1961.  Haliclona parietalioides ingår i släktet Haliclona och familjen Chalinidae. Inga underarter finns listade i Catalogue of Life.